# Постишева, 44
Постишева, 44 — двоповерховий купецький особняк кінця XIX — початку XX століття в Донецьку. Пам'ятка історії та архітектури. Зруйнований в квітні 2007 року при будівництві торгово-офісного центру. 

## Історія
Особняк був занесений в державний реєстр пам'яток Донецької області. 
В особняку було шість кімнат на двох поверхах, в яких жив юзівський купець з сім'єю. Загальна площа — 313,9 м². Навпроти знаходиться будинок Кроля. 
В 1980-ті роки планувалося включити будинок та інші старовинні будинки цього району в меморіальну частину «Стара Юзівка», але через нестачу коштів цей проект не був здійснений. 
Керуюча компанія ТОВ «Домус» отримала дозвіл Державної служби з питань національної культурної спадщини при Міністерстві культури і туризму України на будівництва торгового центру на місці пам'ятника. За п'ять років до будівництва торгового центру особняк був викуплений і на землю під ним була оформлена довгострокова оренда. 
У проекті зазначалося, що при будівництві буде проведена реабілітація пам'ятки архітектури та фасадна частина будинку буде вбудована в фасад торговельного центру. У публікаціях в ЗМІ заступник директора зі зв'язків з громадськістю комунального підприємства «Управління генерального плану Донецька» Ольга Сахно стверджувала, що це не знесення, а реконструкція. Один з керівників ТОВ «Домус», стверджував, що будинок використовувався як притон для бомжів та наркоманів  при тому, що у будівлі були справні та замкнені вікна та двері. 
При роботах будівлю було цілком зруйновано. 
На сьогоднішній день фасад будівлі відтворено як частину фасаду торгового центру. Фасад піднято вище рівня землі та зміщено щодо історичного місця ближче до вулиці Артема.

## Фотогалерея

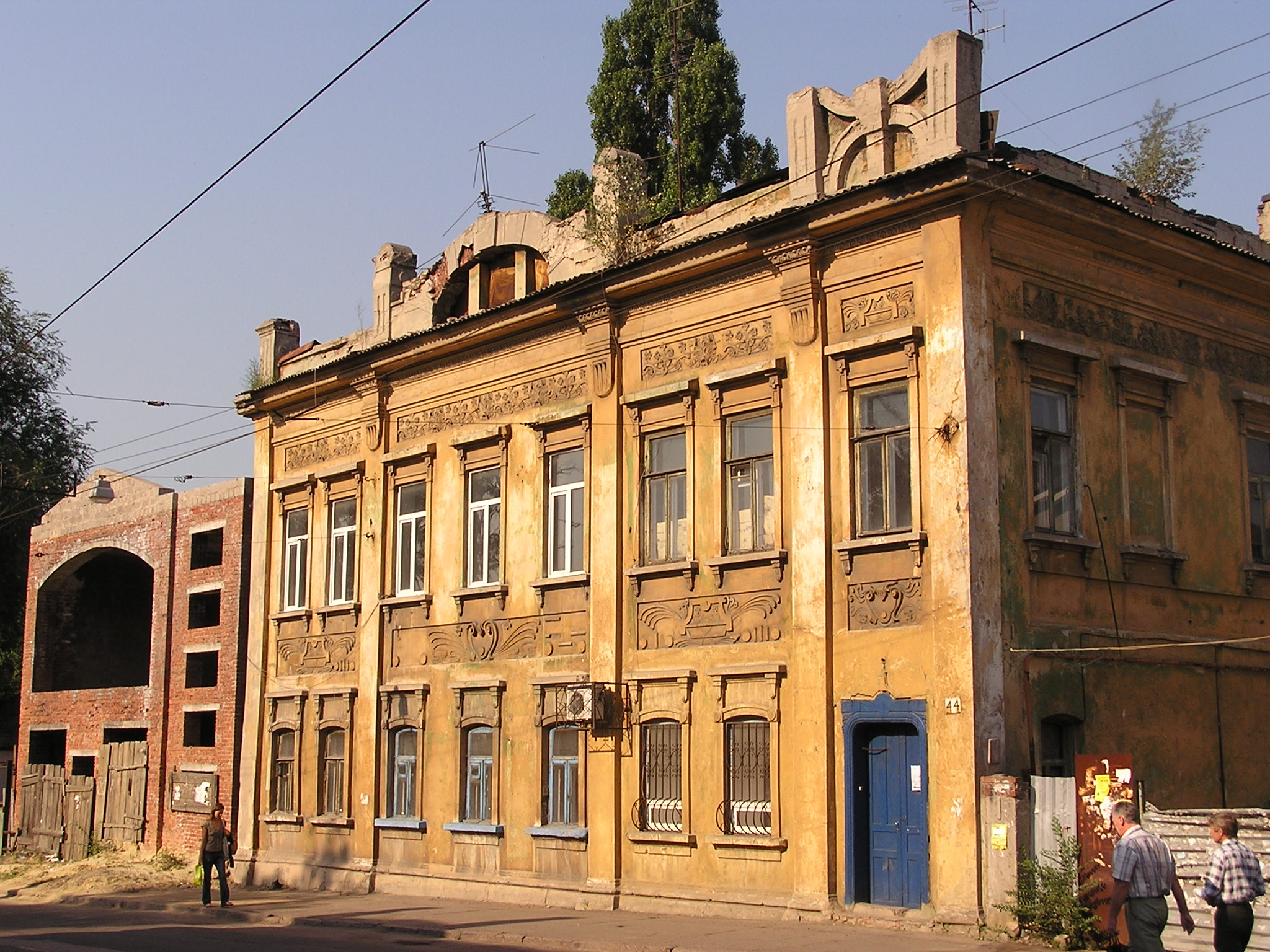
Фасад будинку до руйнування. Фото 2006 року
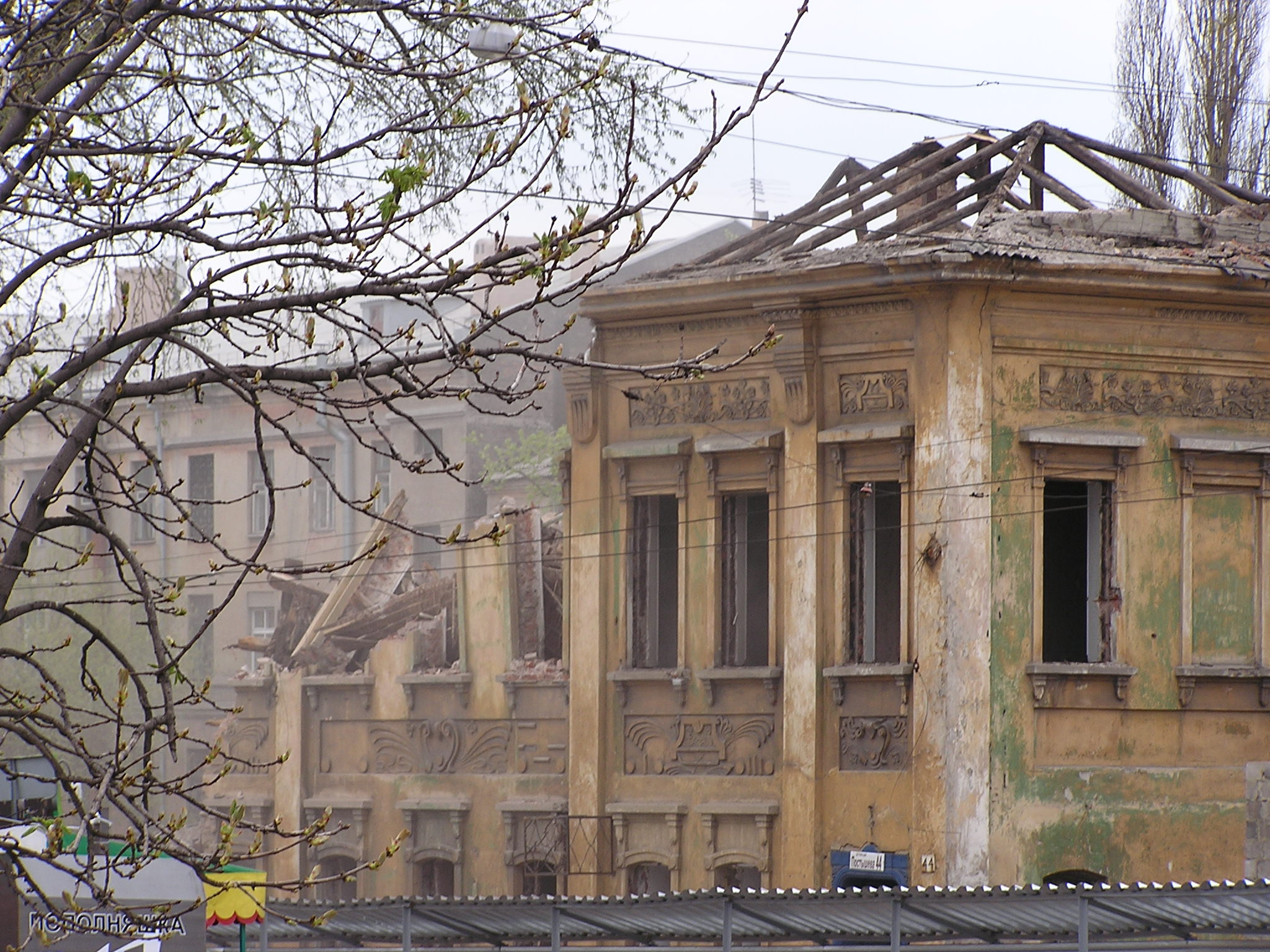
Фасад будинку після початку «реабілітації». Фото 2007 року
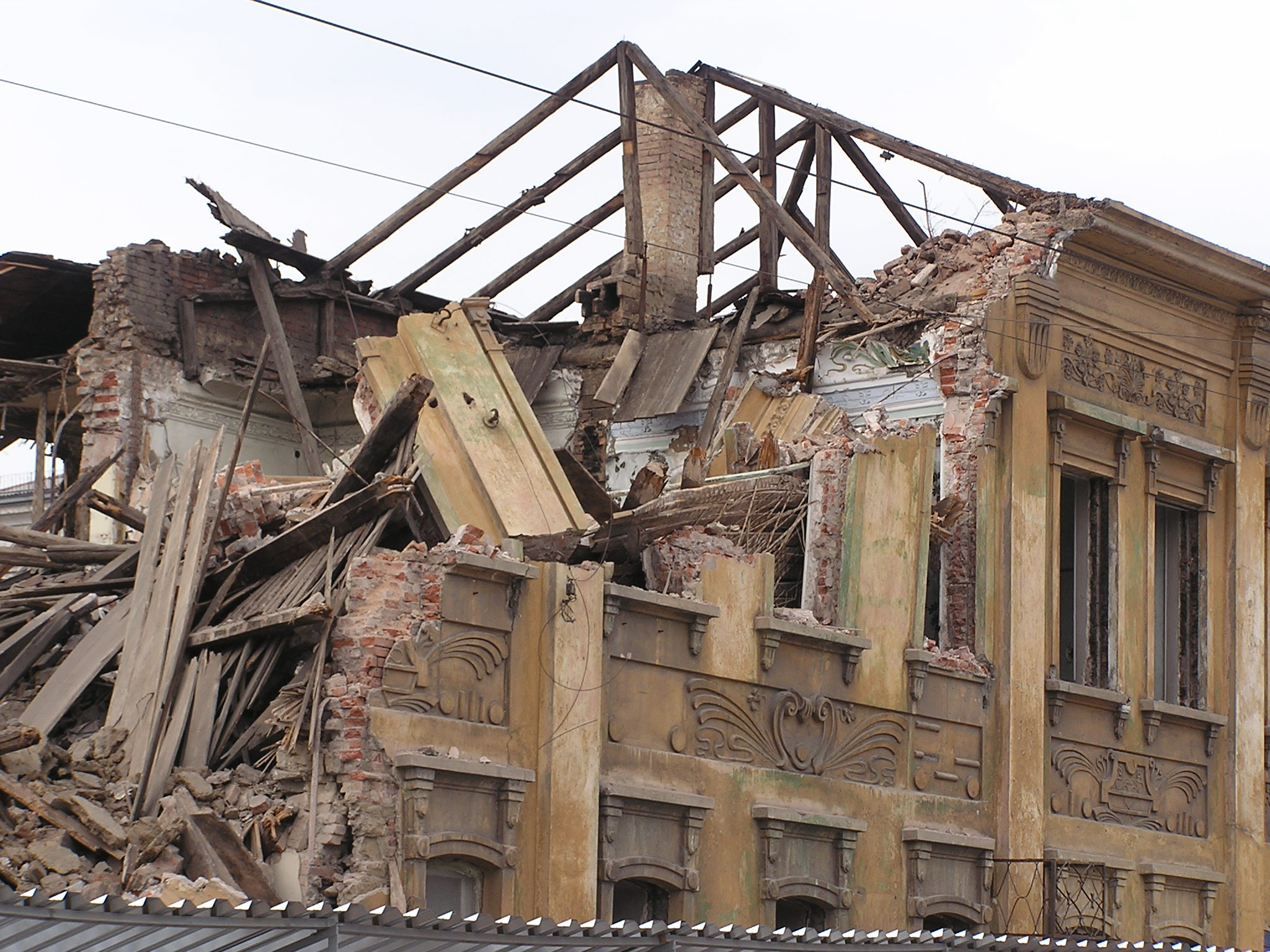
Зруйнований фасад будинку. Фото 2007 року
Постишева, 44 - Торгово-офісний центр «Green Plaza». Фото 2012 рокуПостишева, 44 - Торгово-офісний центр «Green Plaza». Фото 2012 року